# Dennis Wardlow
Dennis Wardlow (n. Estados Unidos, 1954) es un político y líder micro-nacional estadounidense. Fue alcalde de Cayo Hueso en tres ocasiones.
Actualmente desde 1982 ha sido declarado como primer ministro de la micronación, República de la Concha.

## Historia
Como político, durante tres ocasiones cabe destacar que fue elegido como el Alcalde de la ciudad de Cayo Hueso, que está situada en el Estado de Florida.
Sus legislaturas como alcalde, transcurrieron desde los años 1981 a 1983, desde 1991 a 1995 y desde ese último año hasta 1997.

### Conch Republic

Bandera de la micronación.

En la época que ejercía la alcaldía, se dio a conocer en todo el mundo, por ser nombrado como primer ministro de la micronación "Conch Republic" (en castellano: "República de la Concha"). También constan de un Presidente, que es Peter Anderson.
El término de República de la Concha, se utilizó por primera vez en una protesta a favor de la separación de los Cayos de Florida de los Estados Unidos el día 23 de abril de 1982. Ahora el término se sigue utilizando como reclamo turístico e incluso ha aparecido en algunos anuncios de la televisión local. El 23 de abril ha sido nombrado día de la independencia de la “República de la Concha”.
Esta independencia se ha querido llevar a cabo como protesta ante un bloqueo de la Patrulla Fronteriza de los Estados Unidos (U.S. Border Patrol), que perjudicaba considerablemente a los residentes y suponía un declive del turismo en la zona. 